# DO YOUR BEST (忍者の曲)
「DO YOUR BEST」（ドゥ・ユア・ベスト）は、男性アイドルグループ・忍者（「四銃士」名義）によるシングル。1994年10月17日発売。

## 概要
メンバーが4人になって初めて発売した作品。タイアップが付いたバレーボールの大会（FIVBワールドスーパー4バレー）が日本を含めた4カ国による総当たり戦になることと、忍者のメンバー数になぞらえて、本作のみアーティスト名義を「四銃士」とした。

## 収録曲
1. DO YOUR BEST
  - 作詞：實川翔、作曲：大内義昭、編曲：岩崎文紀

テレビ朝日系『94FIVBワールドスーパー4バレー』イメージソング
2. Shout!
  - 作詞：田辺智沙、作曲：中村雅人、編曲：岩崎文紀